# Tanjung Rejo (Jekulo)
Tanjung Rejo is een bestuurslaag in het regentschap Kudus van de provincie Midden-Java, Indonesië. Tanjung Rejo telt 10.288 inwoners (volkstelling 2010).